# Manolita Piña
Manaki Piña Torres-Garcia (née Rubies  24 tháng 2 năm 1883 - 11 tháng 6 năm 1994) là người vợ người Catalan của Joaquín Torres García. Cô được biết đến với cái tên "Doña Manolita" ở Uruguay.  Cô được coi là "người bạn đồng hành không thể tách rời" với Torres García, đi cùng anh đến các hội nghị, triển lãm và ủng hộ tất cả những nỗ lực nghệ thuật của anh. Theo nhiều cách, cô "giống như cái bóng của anh ấy". Cô cũng là người sáng lập bảo tàng, Bảo tàng Torres Garcia ở Montevideo.

## Tiểu sử
Piña Torres được sinh ra ở Barcelona, Tây Ban Nha vào ngày 24 tháng 2 năm 1883 và qua đời tại Montevideo vào ngày 11 tháng 6 năm 1994. Piña Torres được giáo dục bởi những bậc cha mẹ giàu có và cô chơi piano cho đến những năm cuối đời.
Cô kết hôn với Joaquín Torres García vào ngày 20 tháng 8 năm 1908 tại Barcelona. Cô và chồng sống ở châu Âu , New York và ở Montevideo năm 1934.
Nghệ thuật của Piña Torres, cùng với chồng của cô, đã được Emilio Ellena sưu tập. Ellena mô tả nghệ thuật của cô là sáng tạo và đẹp, nhưng Piña Torres đã ngừng vẽ sau khi cô kết hôn. Piña Torres tuyên bố rằng cô đã dừng việc vẽ để cô không trở thành một họa sĩ giỏi hơn chồng hoặc làm phiền công việc của anh ta, điều đó sẽ gây xấu hổ cho gia đình họ trong thời đại  và văn hóa của cô. Piña Torres cảm thấy rằng mặc dù cô đã ngừng vẽ tranh, nhưng ý kiến của cô về nghệ thuật luôn được hoan nghênh. Cô có thể đã tiếp tục làm một số nghệ thuật, vì có một bản ghi chép về một bản khắc gỗ chất lượng bậc thầy trong một cuốn sách, Ghi chú về Nghệ thuật của Torres Garcia (1913).
Piña Torres nói rằng chính trị là một trong số ít những điều cô tranh cãi với chồng. Cô được biết đến đã từng giúp đỡ các nghệ sĩ đang bị khủng bố chính trị. Hai đứa cháu của cô bị cầm tù và lưu vong và nhà bà đã từng bị lục soát. Piña Torres cũng từ chối chuyển về Barcelona vì những tội ác chống lại nghệ thuật đã được thực hiện ở đó, như phá hủy các bức bích họa.